# Cupole più grandi del mondo

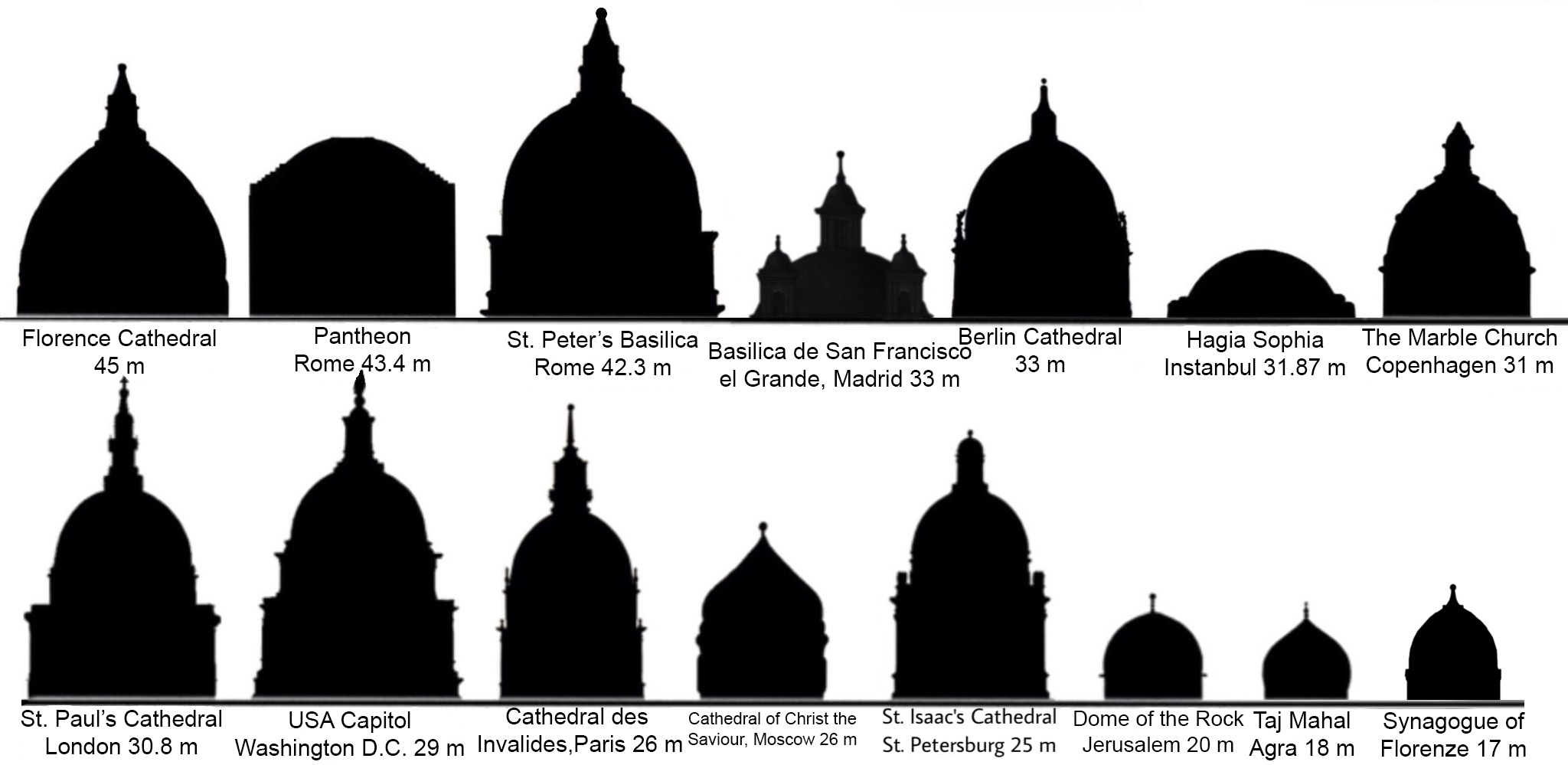
Confronto tra alcune cupole famose, con le misure dei diametri

Segue una lista delle più grandi cupole del mondo.

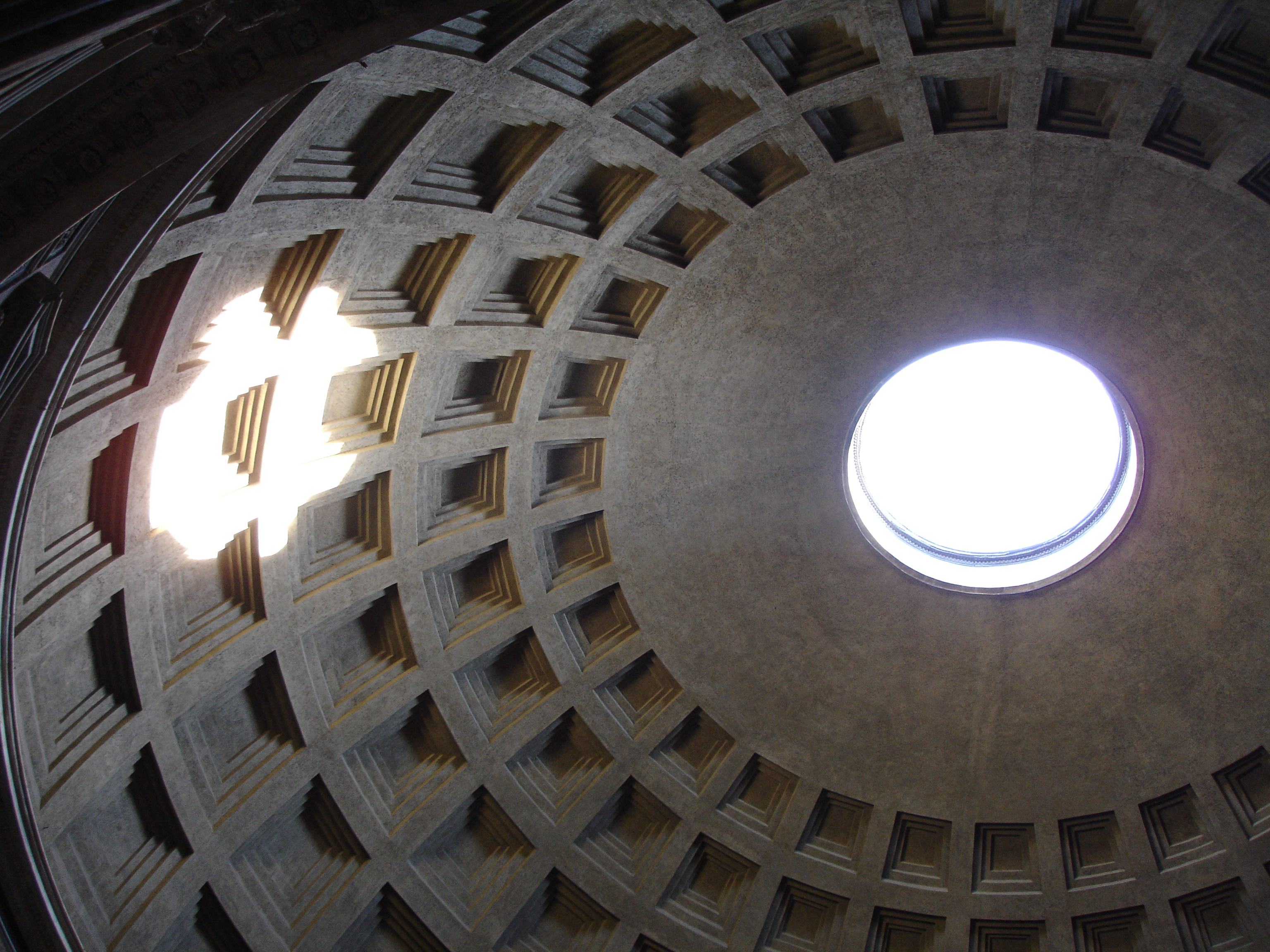
La cupola del Pantheon a Roma con oculo è stata la più grande cupola del mondo per più di 1.300 anni.

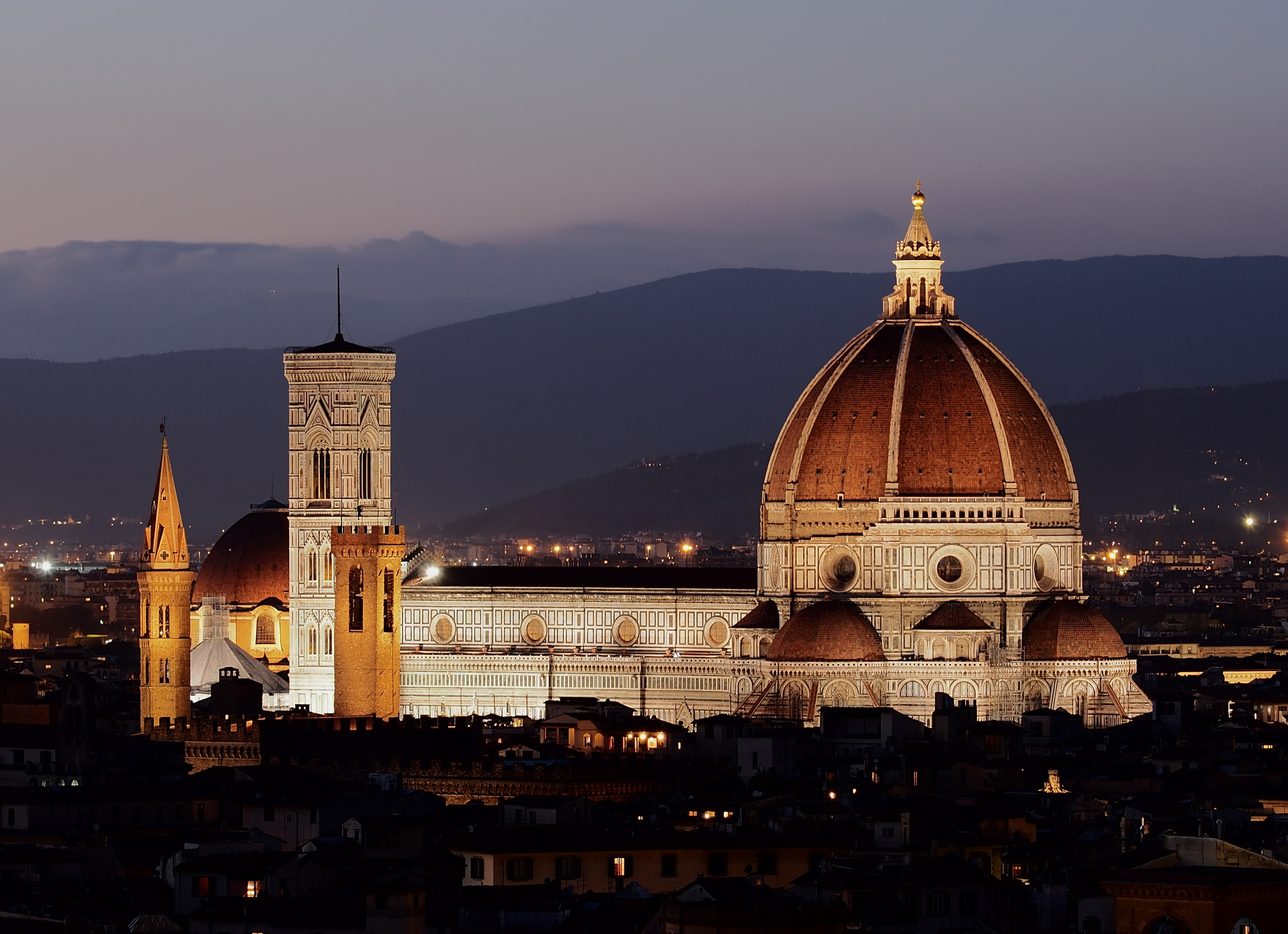
La cupola del Brunelleschi, la navata centrale e il campanile del Duomo di Firenze di Giotto visto dal Piazzale Michelangelo di notte

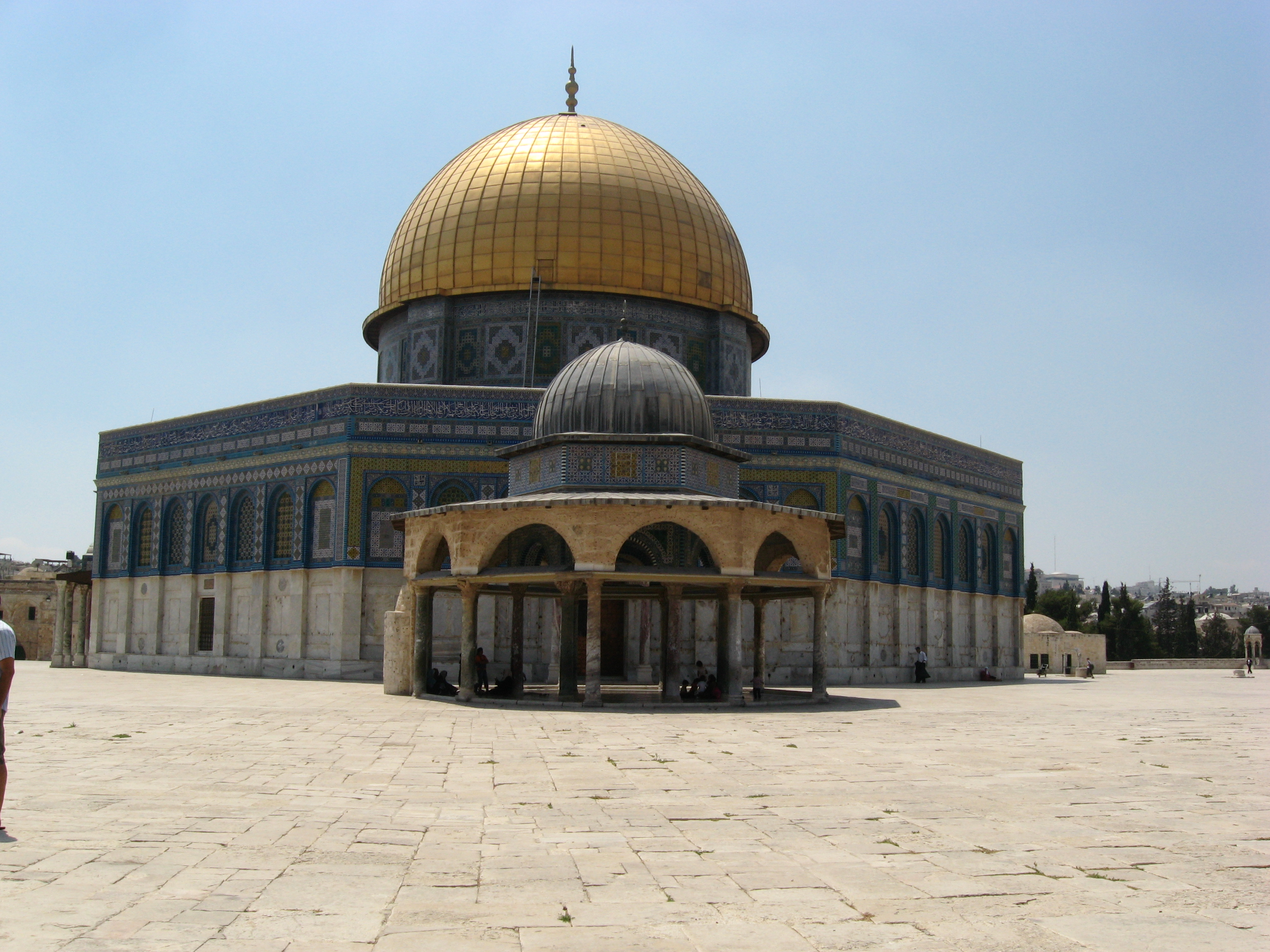
Cupola della Roccia a Gerusalemme.

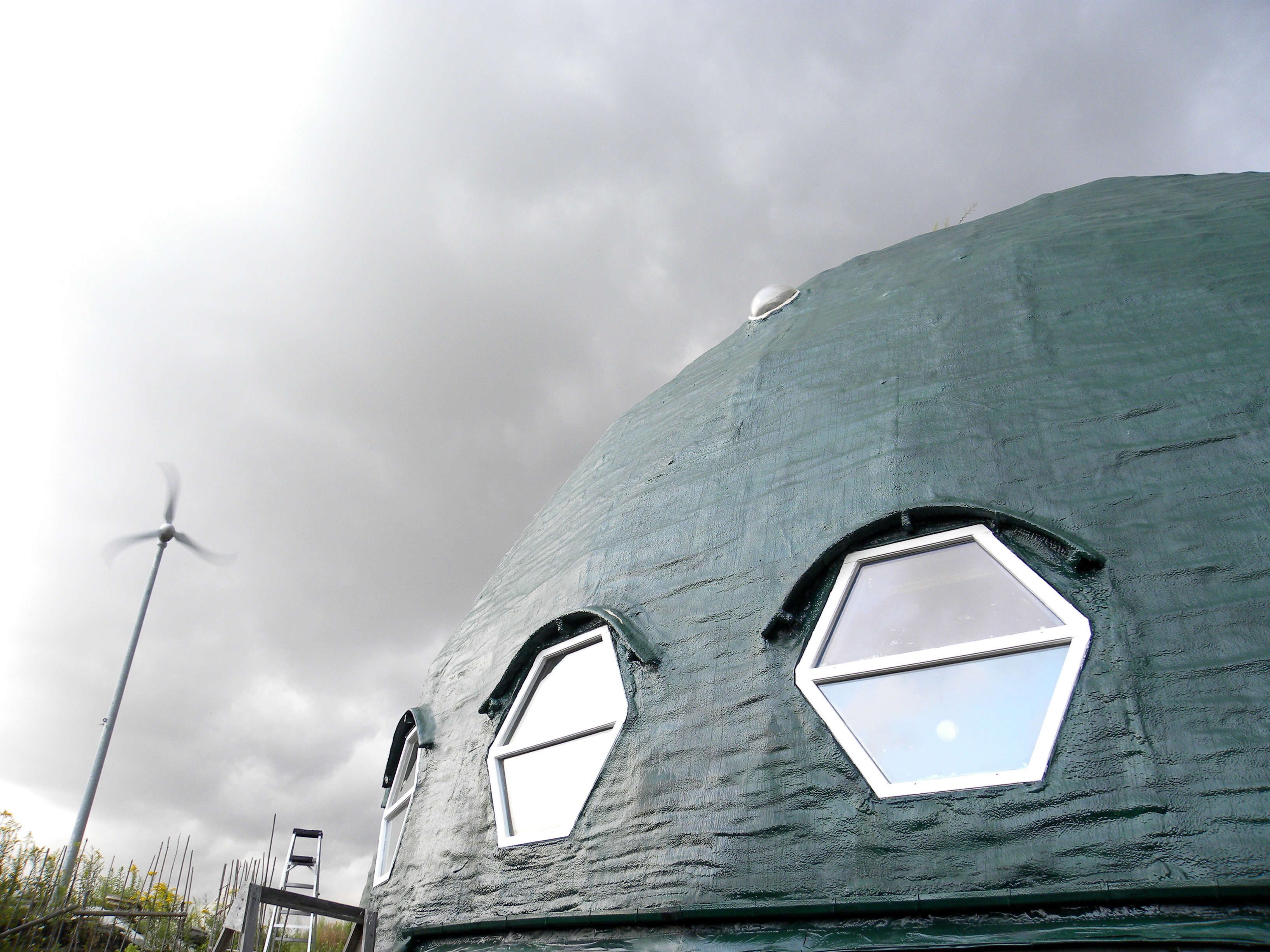
Long Island Green Dome a Baiting Hollow, New York

## Lista

### Mondo

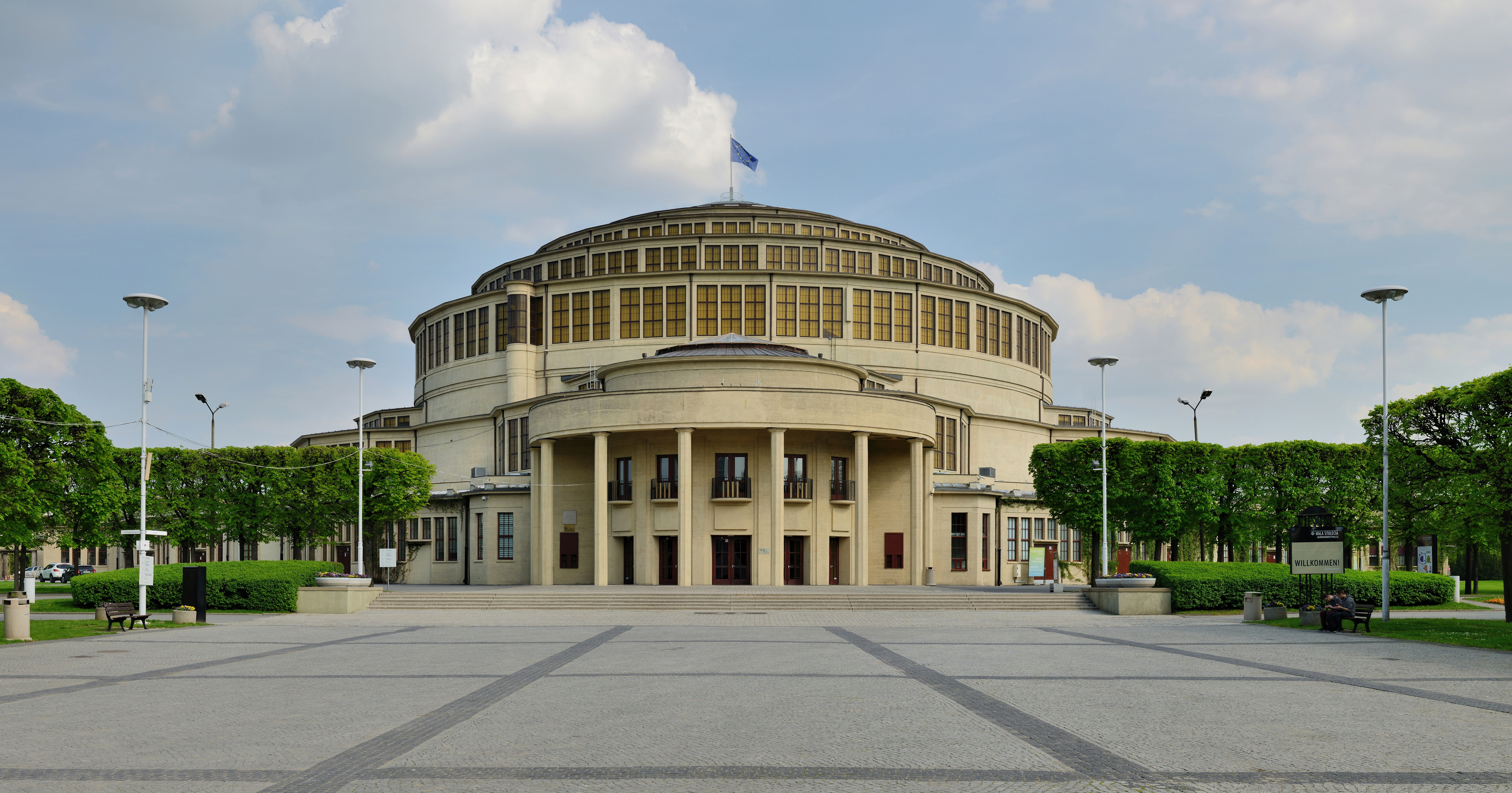
Sala del Centenario a Wrocław

| Record detenuto               | Diametro                                             | Nome                                     | Luogo                                     | Costruttore                 | Note |
| ----------------------------- | ---------------------------------------------------- | ---------------------------------------- | ----------------------------------------- | --------------------------- | --- |
| 1250 a.C. - I secolo a.C.     | 14,5 m                                               | Tesoro di Atreo                          | Micene, Grecia                            | Stato della città di Micene | Cupola con arco a mensola |
| I secolo a.C. - 19 a.C.       | 21,5 m                                               | Tempio di Mercurio                       | Baia, Italia                              | Impero romano               | Prima cupola monumentale |
| 19 a.C. - inizi del II secolo | 25,0 m                                               | Terme di Agrippa, 'Arco della Ciambella' | Roma, Italia                              | Impero romano               | Prime terme a Roma con un corpo centrale a cupola                                                                                               |
| Inizio del II secolo - 128    | 30,0 m                                               | Terme di Traiano                         | Roma, Italia                              | Impero romano               | Mezza cupola |
| 1588-1593 128–1436            | 42,5 43,4 m                                          | San Pietro Pantheon                      | Roma, Italia Q, Italia                    | Impero romano               | La più grande cupola di cemento non armato del mondo ancora esistente. Archetipo della costruzione della cupola occidentale odierna.            |
| 1436–1881                     | 54,8 m (diametro esterno) 45,52 m (diametro interno) | Santa Maria del Fiore                    | Firenze, Italia                           | Arcidiocesi di Firenze      | Cupola ottagonale. Architetto Filippo Brunelleschi. Rimane la più grande cupola di mattoni mai costruita.                                       |
| 1881–1902                     | 46,9 m                                               | Devonshire Royal Hospital                | Buxton, Inghilterra, Regno Unito          | Cotton Famine Relief Fund   | Ricavato da un maneggio di cavalli in un ospedale e ora sede del Buxton & Leek College dell'Università di Derby.. Architetto Robert Rippon Duke |
| 1902–1913                     | 61,0 m[22]                                           | West Baden Springs Hotel                 | West Baden, Indiana, Stati Uniti          | Lee Wiley Sinclair          | Architetto Harrison Albright |
| 1913–1930                     | 65,0 m                                               | Sala del Centenario                      | Breslavia, Polonia                        | Deutsches Reich             | Cupola in cemento armato. Architetto Max Berg                                                                                                   |
| 1955–1957                     | 101,5 m                                              | Bojangles' Coliseum                      | Charlotte, Carolina del Nord, Stati Uniti | Thompson and Street         | Cupola in acciaio strutturale. Architetto Odell and Associates                                                                                  |
| 1930–1955                     | 65,8 m                                               | Leipzig Market Hall                      | Lipsia, Sassonia, Germania                |                             | Cupola in cemento armato. Architetto Franz Dischinger                                                                                           |
| 1957–1965                     | 109 m                                                | Belgrade Fair – Hall 1                   | Belgrado, Serbia                          | Belgrade Fair               | La più grande cupola in cemento armato precompresso del mondo.                                                                                  |
| 1965–1975                     | 195,5 m (642 ft)                                     | Astrodome                                | Houston, Texas, Stati Uniti               | H.A. Lott, Inc.             | Primo stadio a cupola del mondo, con più di 20.000 posti a sedere.                                                                              |
| 1975–1992                     | 207,0 m (678 ft)                                     | Louisiana Superdome                      | New Orleans, Stati Uniti                  | Blount International        | Telaio in acciaio strutturale. Architetto Nathaniel Curtis                                                                                      |
| 1978-1980                     | 63 m 44,3 m                                          | Palazzetto dello Sport di Teramo         | Teramo                                    |                             | La più grande cupola a paraboloide ellittico in laterocemento mai realizzata nel mondo. Ingegnere Gianpiero Castellucci                         |
| 1992–2001                     | 256,0 m                                              | Georgia Dome                             | Atlanta, Georgia, Stati Uniti             | Brasfield & Gorrie          | struttura tensegrità |
| 2001–2009                     | 274,0 m                                              | Ōita Stadium                             | Ōita, Giappone                            | Kishō Kurokawa              | Tetto retrattile |
| 2009–2013                     | 275,0 m                                              | Cowboys Stadium                          | Arlington, Texas, Stati Uniti             | HKS, Inc.                   | Tetto retrattile |
| 2013–presente                 | 310,0 m                                              | Stadio nazionale di Singapore            | Tanjong Rhu, Kallang, Singapore           | Dragages                    | Tetto retrattile; Architetto – Arup Associates + DPA                                                                                            |

### Continenti

#### Europa

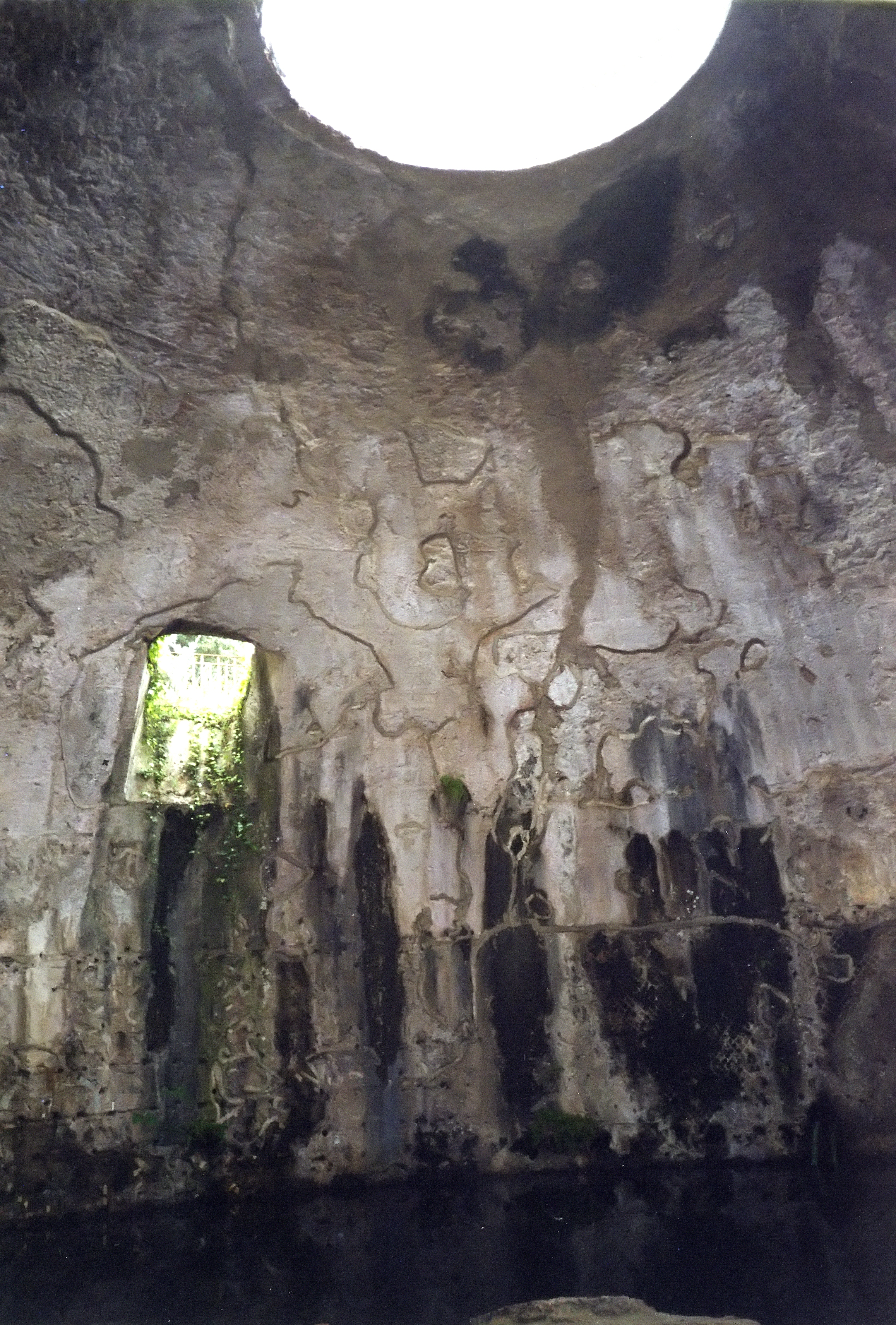
Interno del Tempio di Mercurio

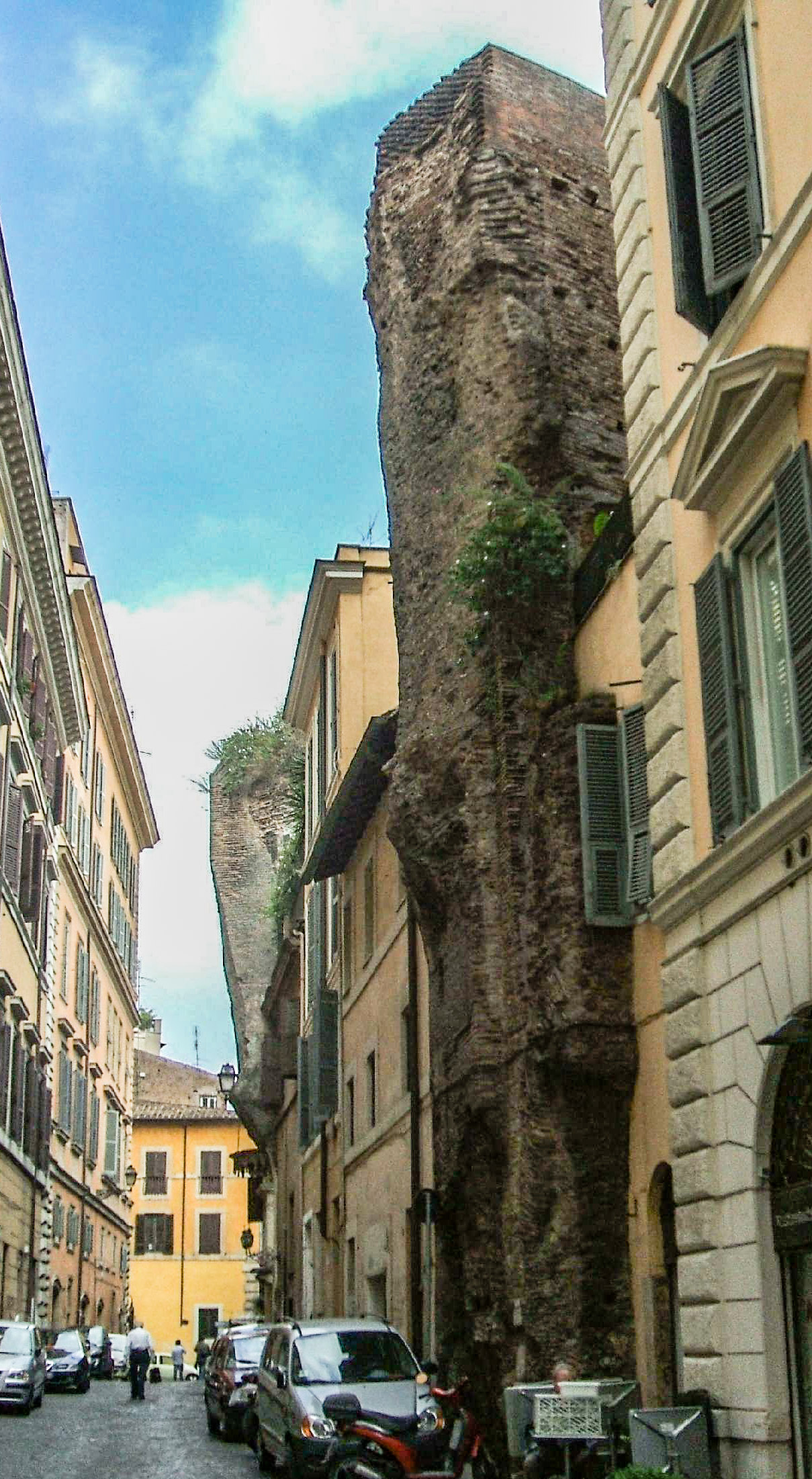
LArco della Ciambella del complesso delle Terme di Agrippa.

| Record detenuto               | Diametro                    | Nome                                    | Luogo                                              | Costruttore                                       | Note |
| ----------------------------- | --------------------------- | --------------------------------------- | -------------------------------------------------- | ------------------------------------------------- | --- |
| 1250 a.C. - I secolo aC       | 14,5 m                      | Tesoro di Atreo                         | Micene, Grecia                                     | Stato della città di Micene                       | cupola con arco a mensola |
| I secolo a.C. - 19 a.C.       | 21,5 m                      | Tempio di Mercurio                      | Baia, Italia                                       | Impero romano                                     | Prima cupola monumentale |
| 19 a.C. - inizi del II secolo | 25,0 m                      | Terme di Agrippa (Arco della Ciambella) | Roma, Italia                                       | Impero romano                                     | Prime terme a Roma con un corpo centrale a cupola |
| Inizio del II secolo - 128    | 30,0 m                      | Terme di Traiano                        | Roma, Italia                                       | Impero romano                                     | Mezza cupola |
| XVI secolo                    | 41,47 m                     | Basilica di San Pietro                  | Città del Vaticano, Stato della Città del Vaticano | Chiesa cattolica apostolica romana / Michelangelo | È la cupola più alta del mondo 136,57 metri (448,1 piedi).                                                                                              |
| 128–1436                      | 43,4 m                      | Pantheon                                | Roma, Italia                                       | Impero romano                                     | Grande solida cupola di cemento non armato in tutto il mondo fino ad oggi. Archetipo della costruzione della cupola occidentale odierna.                |
| 1436–1881                     | 42,05 m (45,52 m diagonale) | Santa Maria del Fiore                   | Firenze, Italia                                    | Arcidiocesi di Firenze                            | Cupola ottagonale. Architetto Filippo Brunelleschi |
| 1881–1913                     | 46.9 m                      | Devonshire Royal Hospital               | Buxton, Inghilterra, Regno Unito                   | Cotton Famine Relief Fund                         | Ricavato da un maneggio di cavalli in un ospedale e ora la sede della Università di Derby e Buxton e porro universitario. Architetto Robert Rippon Duke |
| 1913–1930                     | 65,0 m                      | Sala del Centenario                     | Breslavia, Polonia                                 | Deutsches Reich                                   | Cupola in cemento armato. Architetto Max Berg |
| 1930–1957                     | 65,8 m                      | Leipzig Market Hall                     | Lipsia, Sassonia, Germania                         |                                                   | Cupola in cemento armato. Architetto Franz Dischinger                                                                                                   |
| 1957– attuale                 | 109 m                       | Belgrade Fair – Hall 1                  | Belgrado, Serbia                                   | Belgrade Fair                                     | La più grande cupola in cemento armato precompresso del mondo.                                                                                          |

#### Africa

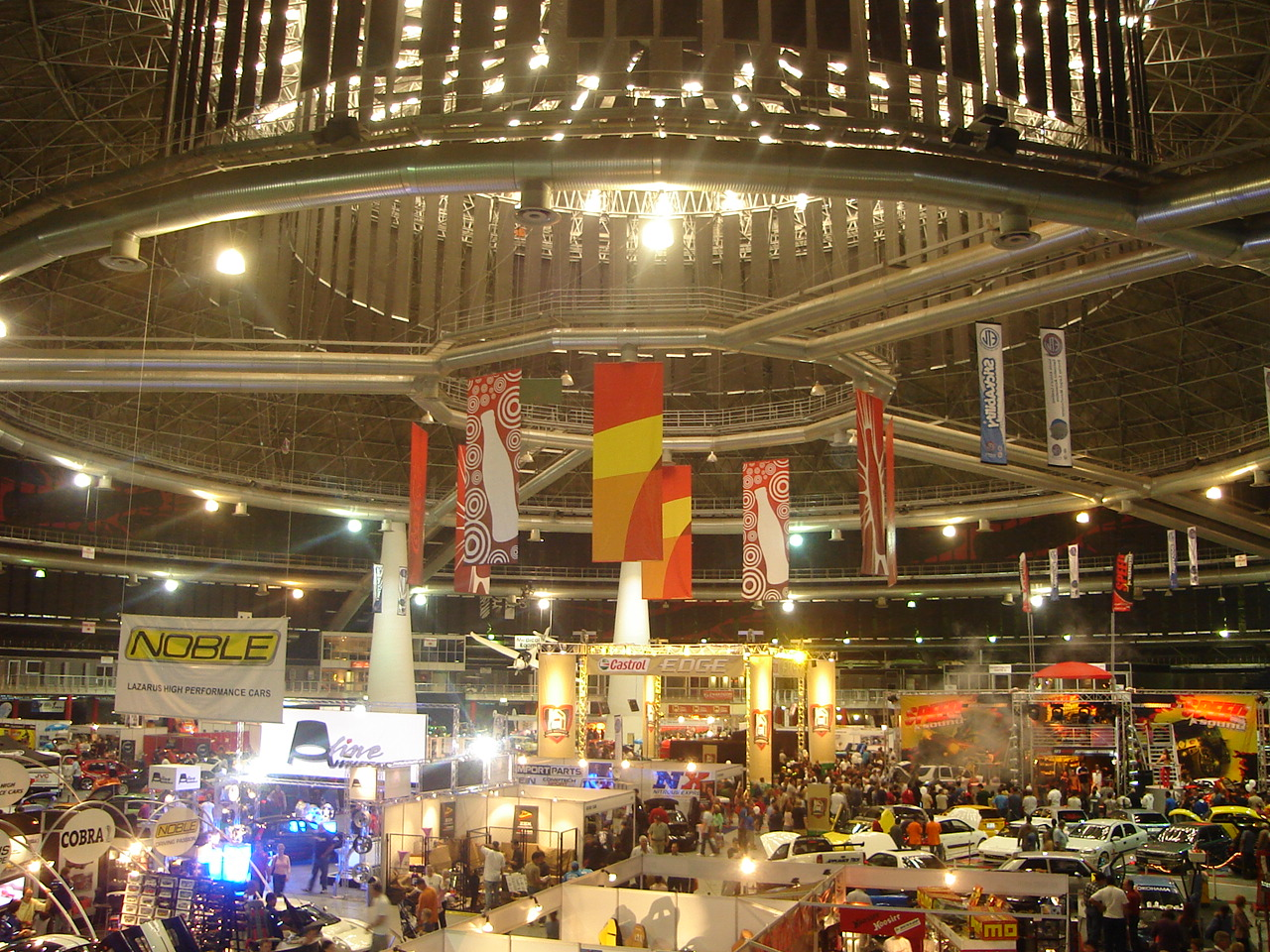
Un punto di vista interno della Ticketpro Dome durante Castrol Xtreme Auto Show evento nel 2005.

| Record detenuto  | Diametro | Nome                                  | Luogo                        | Costruttore    | Note                                                       |
| ---------------- | -------- | ------------------------------------- | ---------------------------- | -------------- | ---------------------------------------------------------- |
| II secolo - 1988 | 22,00 m  | Terme di Antonino                     | Cartagine, Tunisia           | Impero romano  | Sette cupole con diametri compresi tra 17 e 22 m           |
| 1988–1997        | 90 m     | Basilica di Nostra Signora della Pace | Yamoussoukro, Costa d'Avorio | Costa d'Avorio | Modellato dopo la Basilica di San Pietro a Roma            |
| 1997–present     | 140.0 m  | Ticketpro Dome                        | Johannesburg, South Africa   | Sports arena   | Precedentemente nota come "Coca-Cola Dome" e "MTN Sundome" |

#### America

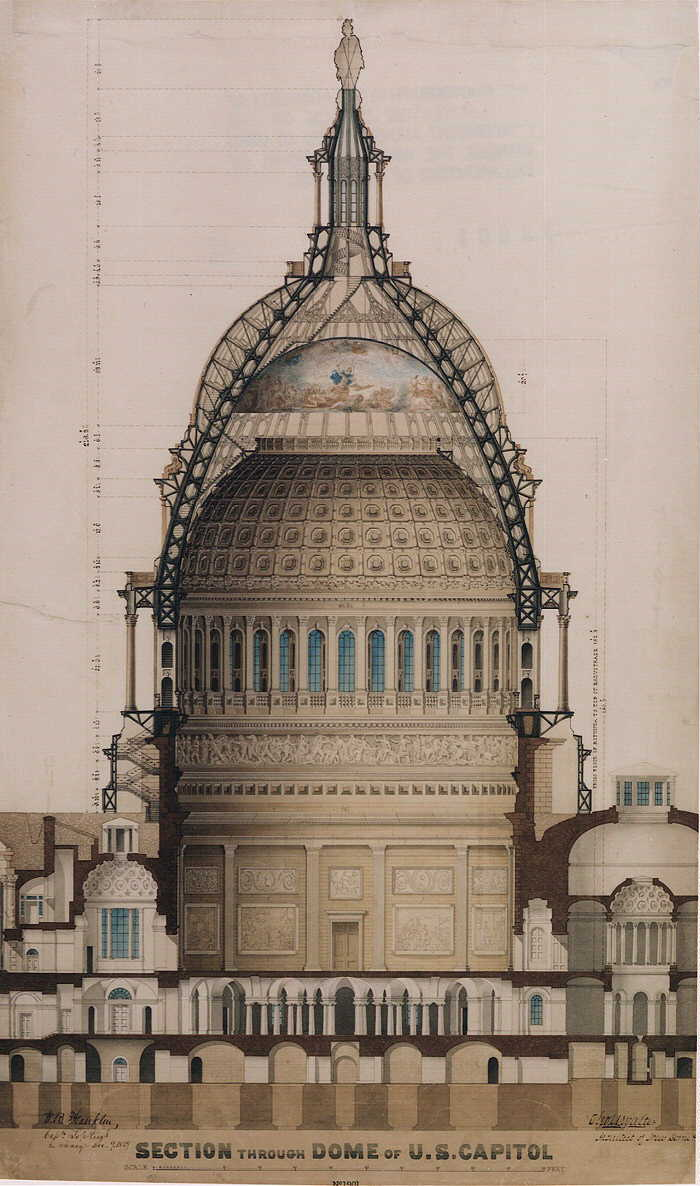
Sezione della cupola del Campidoglio a Washington

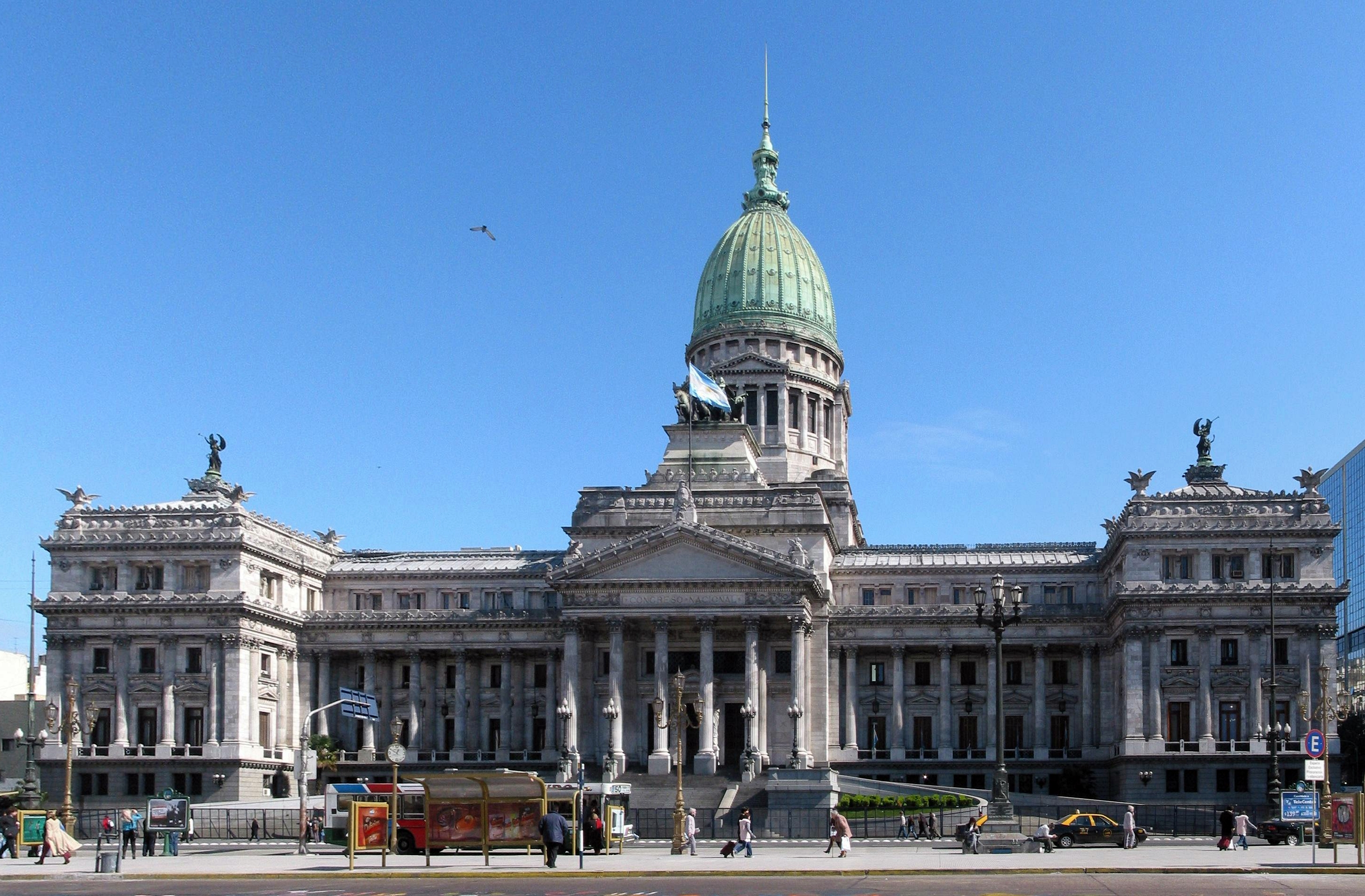
Palazzo del Congresso Nazionale argentino

| Record detenuto | Diametro       | Nome                 | Luogo                                       | Costruttore                                | Note                                                               |
| --------------- | -------------- | -------------------- | ------------------------------------------- | ------------------------------------------ | ------------------------------------------------------------------ |
| 1864–1867       | 29,0 m         | Campidoglio          | Washington, Stati Uniti d'America           | United States                              | Architetto Thomas U. Walter                                        |
| 1867–1955       | 46 m           | Salt Lake Tabernacle | Salt Lake City, United States               | United States                              | Architetto Henry Grow. In gran parte costruita senza chiodi.       |
| 1955–1963       | 101,5 m        | Bojangles' Coliseum  | Charlotte, Carolina del Nord, United States | Thompson and Street                        | Cupola in acciaio strutturale. Architetto Odell and Associates     |
| 1963–1965       | 121,9 m        | Assembly Hall        | Champaign, Illinois, United States          | University of Illinois at Urbana–Champaign | Cupola in cemento armato. Architetto Max Abramovitz                |
| 1965–1975       | 195,5 m        | Reliant Astrodome    | Houston, Texas, United States               | H.A. Lott, Inc.                            | Primo stadio a cupola del mondo, con più di 20.000 posti a sedere. |
| 1975–1992       | 207 m (678 ft) | Louisiana Superdome  | New Orleans, United States                  | Blount International                       | Telaio in acciaio strutturale. Architetto Nathaniel Curtis.        |
| 1992–2009       | 256.0 m        | Georgia Dome         | Atlanta, United States                      | Georgia World Congress Center Authority    | struttura tensegrità.                                              |
| 2009 - attuale  | 275.0 m        | Cowboys Stadium      | Arlington, Texas, United States             | HKS, Inc.                                  | Tetto retrattile                                                   |

#### Asia
| Record detenuto | Diametro | Nome                                            | Luogo                           | Costruttore                         | Note                                                                                              |
| --------------- | -------- | ----------------------------------------------- | ------------------------------- | ----------------------------------- | ------------------------------------------------------------------------------------------------- |
| II secolo - 150 | 11,5 m   | Basilica rossa                                  | Pergamo, Turchia                | Impero romano                       | Mattoni                                                                                           |
| 150–1312        | 23.85 m  | Tempio di Zeus Asklepios                        | Pergamo, Turchia                | Impero romano                       | La prima cupola monumentale in mattoni                                                            |
| 1312–1659       | 25.60 m  | Soltaniyeh                                      | Soltaniyeh, Zanjan, Iran        | Ilkhanate                           |                                                                                                   |
| 1659–1934       | 44.0 m   | Gol Gumbaz                                      | Bijapur, India                  | Sultanato di Bijapur                | Mausoleo di Mohammed Adil Shah II (1627-1657) del Sultanato di Bijapur                            |
| 1934–1960       | 60.0 m   | Teatro dell'opera e del balletto di Novosibirsk | Novosibirsk, Unione Sovietica   |                                     | Cemento armato                                                                                    |

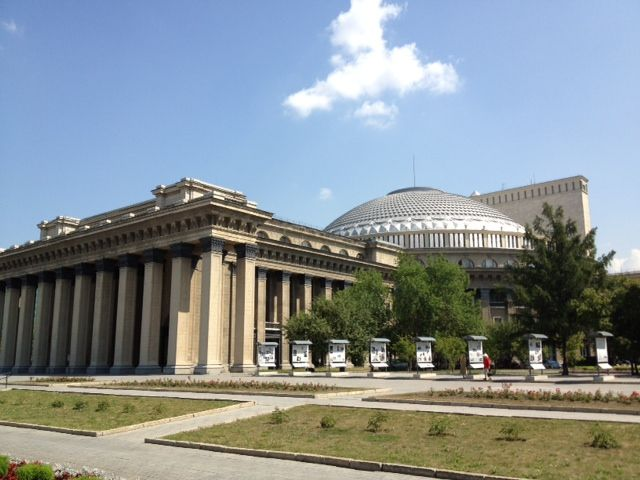
Il Teatro dell'opera e del balletto di Novosibirsk con la cupola visibile

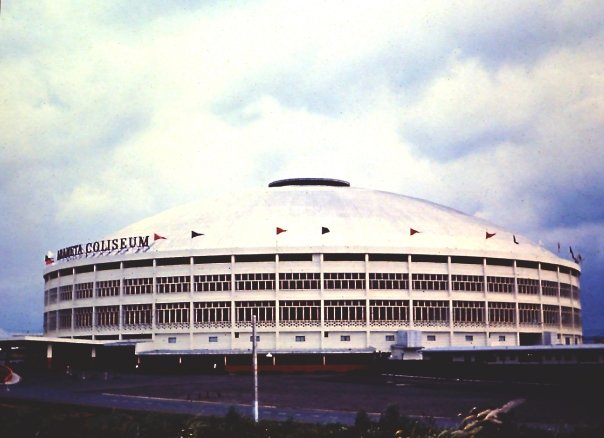
Smart Araneta Coliseum

| 1937–1960       | 45.0 m   | Phsar Thom Thmei                                | Phnom Penh, Cambogia            | Jean Desbois e Wladimir Kandaouroff | Cemento armato Conosciuta come la "Central Market" in inglese                                     |
| 1960–2001       | 108.0 m  | Araneta Coliseum                                | Quezon City, Filippine          | J. Amado Araneta                    | Conosciuto anche come il Big Dome, ha aperto come il più grande luogo coperto del mondo nel 1960. |
| 2001–2013       | 274.0 m  | Ōita Stadium                                    | Ōita, Giappone                  | Kishō Kurokawa                      | Known as the Big Eye                                                                              |
| 2013 - attuale  | 310.0 m  | Singapore National Stadium                      | Singapore Sports Hub, Singapore | Dragages                            | Tetto retrattile; Architetto – Arup Associates + DPA                                              |

#### Oceania

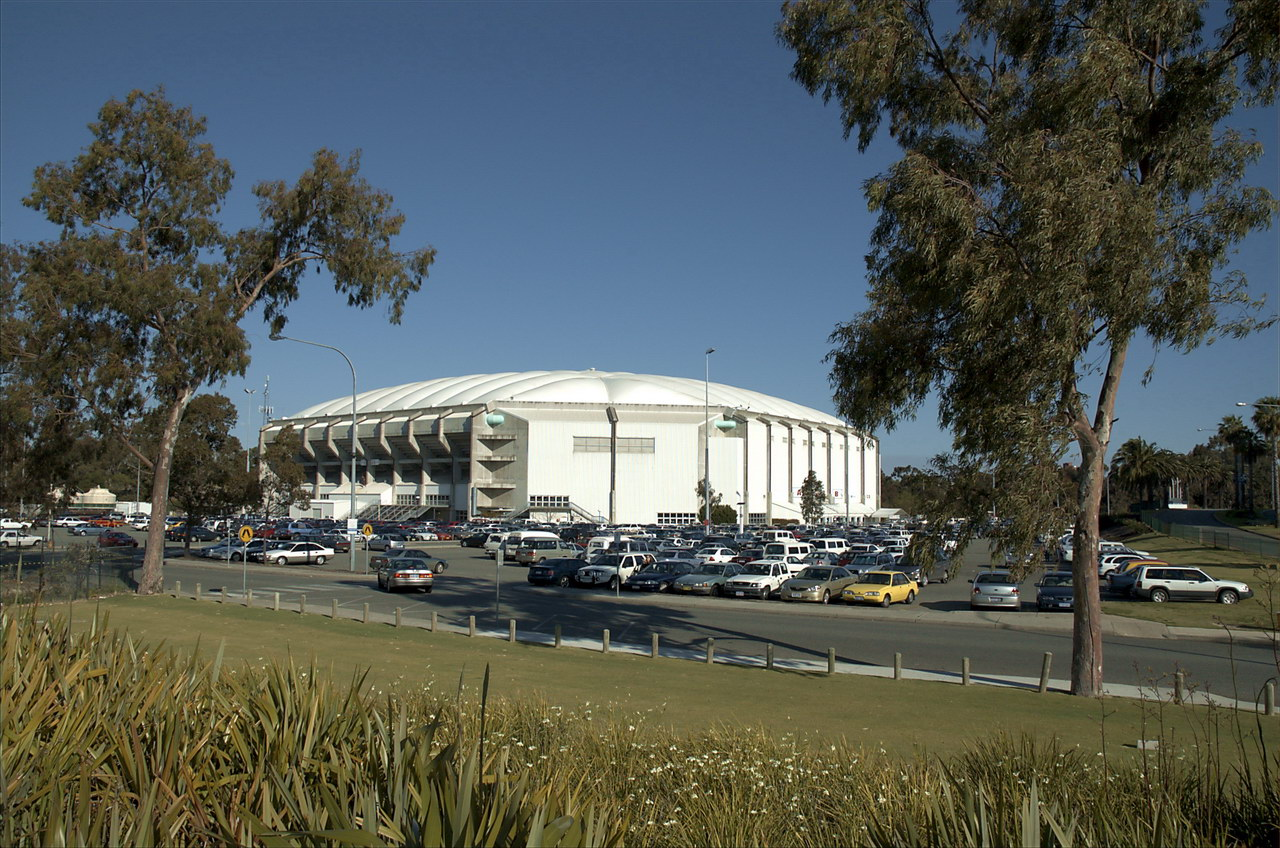
Burswood Dome a Burswood Casino.

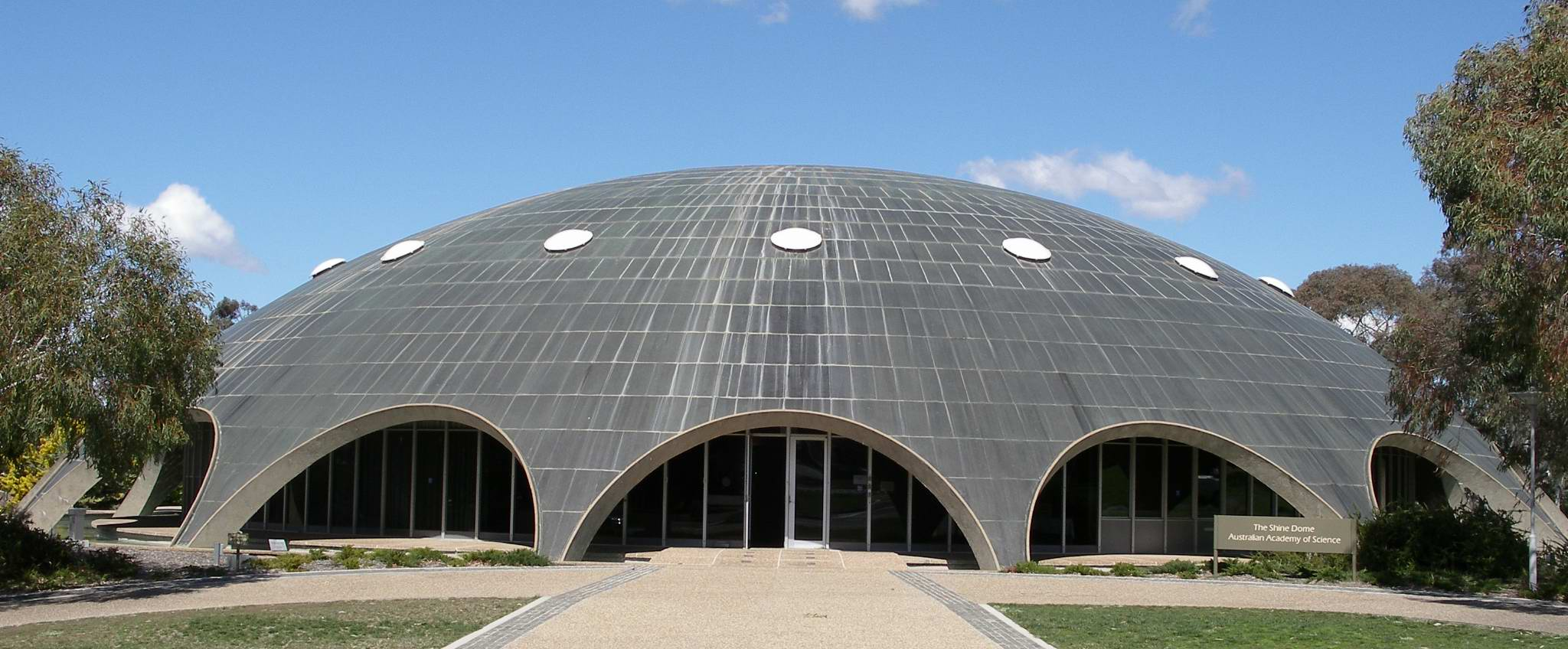
Accademia australiana di Scienze, Shine Dome

| Record detenuto             | Diametro | Nome                             | Luogo                                   | Costruttore       | Note                      |
| --------------------------- | -------- | -------------------------------- | --------------------------------------- | ----------------- | ------------------------- |
| 1913–1959                   | 114 m    | Libreria dello Stato di Victoria | Melbourne, Victoria.                    | Norman G. Peebles |                           |
| 1959-1988 / 2000 - presente | 155 m    | Shine Dome                       | Canberra, Australian Capital Territory. | Sir Roy Grounds   |                           |
| 1988 - 2000                 | 133,0 m  | Burswood Superdome               | Perth, Australia Occidentale            |                   | Demolita il 5 luglio 2013 |

## Cupole famose

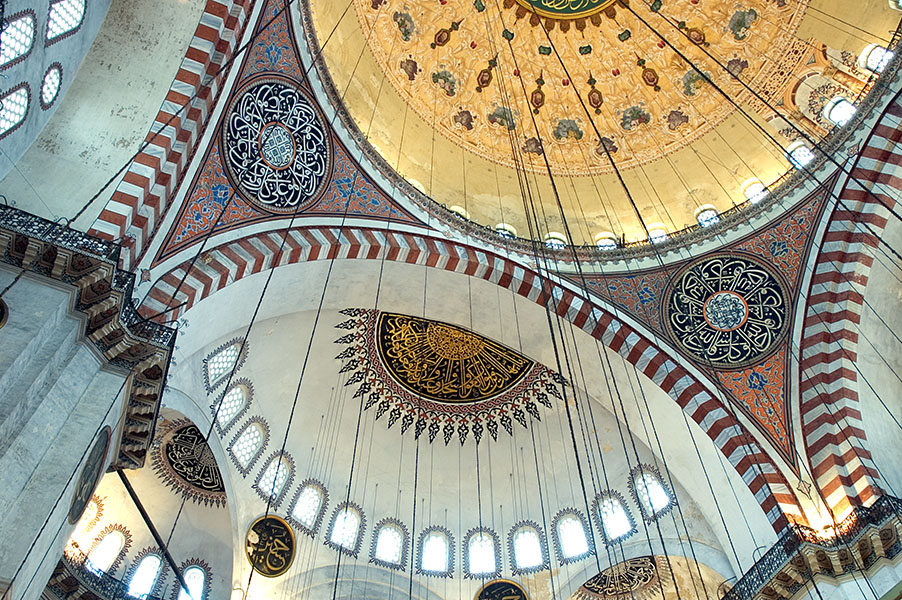
Le cupole viste dall'interno della Moschea di Solimano il Magnifico

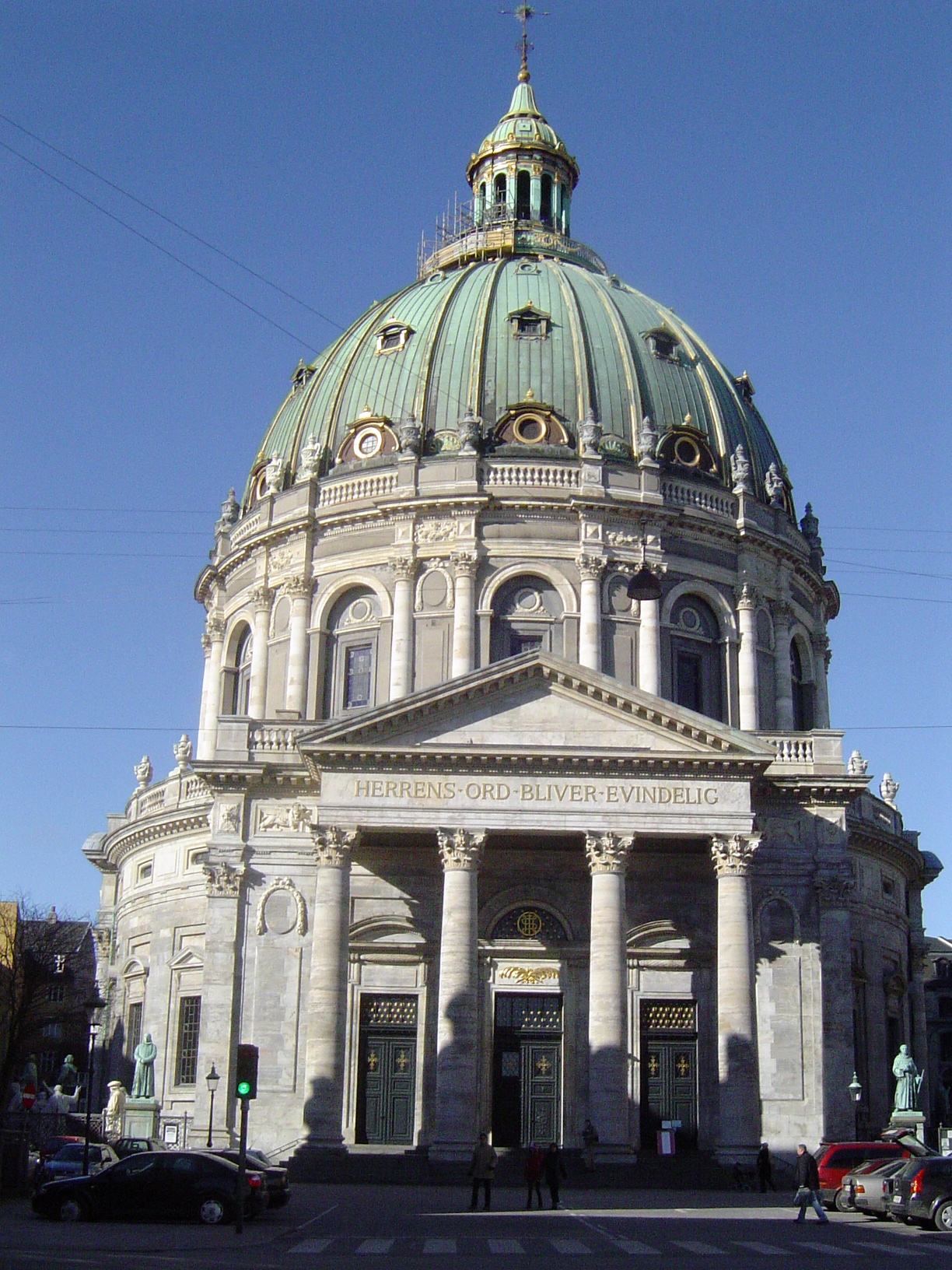
Chiesa di Frederiks

| Anno        | Immagine | Diametro                            | Nome                                      | Luogo                                               | Costruttore                           | Note |
| ----------- | -------- | ----------------------------------- | ----------------------------------------- | --------------------------------------------------- | ------------------------------------- | --- |
| c. 64       |          | 13,48 m                             | Domus Aurea                               | Roma, Italia                                        | Impero Romano                         | Prima cupola a pianta poligonale (ottagonale). |
| 128         |          | 43,4 m                              | Pantheon                                  | Roma, Italia                                        | Impero Romano                         | La più grande cupola di cemento non armato del mondo ancora esistente. Archetipo della costruzione della cupola occidentale odierna.                                                                                          |
| 563         |          | 31,87 m                             | Basilica di Santa Sofia                   | Istanbul, Turchia                                   | Impero latino d'Oriente               | La prima venne completata nel 537 dagli architetti Antemio di Tralle e Isidoro di Mileto, poi fu ricostruita nel 563 dopo un terremoto.                                                                                       |
| 1022-23     |          | 20,40 m                             | Cupola della Roccia                       | Gerusalemme, Israele                                | Califfato omayyade                    | La moschea fu costruita nelil 687-691. La cupola, crollata nel terremoto del 1015 venne rifatta nel 1022 e raggiunge un'altezza esterna di più di 35,3.                                                                       |
| 1227        |          | 21,0 m lunghezza 16,9 m larghezza   | Basilica di San Gereone                   | Colonia, Renania Settentrionale-Vestfalia, Germania | Arcidiocesi di Colonia                | Forma ovale decagonale. |
| c. 1233     |          | 14 m                                | Duomo di Piacenza                         | Piacenza, Italia                                    |                                       | Il tiburio fu costruito ad opera di Rainaldo Santo da Sambuceto (c. 1233). Fu affrescata nel 1625 dal Morazzone (pittore) e nel 1626-27 dal Guercino. Custodisce il più grande lavoro ad affresco mai esistito del Guercino.  |
| 1270        |          |                                     | Duomo di San Ciriaco                      | Ancona, Italia                                      | Repubblica di Ancona                  | Attribuita a Margaritone d'Arezzo; ogivale con dodici spicchi, è tra le più antiche cupole romanico-gotiche d’Italia. |
| 1405        |          | 18,2 m                              | Mausoleo di Khoja Ahmed Yasawi            | Turkistan, Kazakistan                               | Tamerlano                             | Doppia cupola |
| 1436        |          | 42–45 m                             | Duomo di Firenze                          | Firenze, Italia                                     | Firenze comunale                      | Architetto Filippo Brunelleschi; prima struttura a doppia cupola del Rinascimento, ha fissato gli standard per tutte le cupole rinascimentali e barocche; fino ad oggi la più grande cupola in mattoni e malta mai costruita. |
| 1499-1500   |          | 22 m                                | Basilica della Santa Casa                 | Loreto, Italia                                      | Santa Sede                            | Architetto Giuliano da Maiano, per il tamburo ottagonale, Giuliano da Sangallo per la calotta, voltata in soli nove mesi, dal settembre 1499 "alle ore XV del 23 maggio" del 1500.                                            |
| 1508-65     |          |                                     | Tempio di Santa Maria della Consolazione  | Todi, Italia                                        |                                       | Progettata dal celebre architetto Donato Bramante, raggiunge un'altezza di 72 metri. Anticipa già le cupole barocche. |
| 1549-93     |          | 42,3 m                              | Basilica di San Pietro                    | Roma, Italia                                        | Santa Sede                            | Architetto Michelangelo Buonarroti. Con i suoi 136,57 metri è la cupola più alta del mondo a due strati. |
| 1557        |          | 27,2 m                              | Moschea di Solimano                       | Istanbul, Turchia                                   | Impero ottomano                       | Architetto Mimar Sinan |
| 1575        |          | 31,25 m                             | Moschea Selimiye                          | Edirne, Turchia                                     | Impero ottomano                       | Architetto Mimar Sinan |
| 1608        |          | 16,0 m lunghezza                    | Basilica di Sant'Andrea della Valle       | Roma, Italia                                        | Santa Sede                            | Alta 80 metri, è la più grande della capitale, dopo quella di San Pietro. |
| 1631-34     |          | 21,55 m                             | Basilica di Santa Maria della Salute      | Venezia, Italia                                     | Serenissima                           | Progettata da Baldassarre Longhena è la maggiore della città lagunare. |
| 1641        |          | 17,7 m                              | Taj Mahal                                 | Agra, India                                         | Impero Mughal                         | |
| 1645-67     |          | 15,5                                | Chiesa del Val-de-Grâce                   | Parigi, Francia                                     | Regno di Francia                      | Progettata da François Mansart è la prima cupola barocca di Francia. |
| 1681        |          | 26 m                                | Dôme des Invalides                        | Parigi, Francia                                     | Regno di Francia                      | Architetto Jules Hardouin Mansart. Misura 107 metri ed è composta da tre calotte sovrapposte. La sua struttura e la ricca decorazione hanno influenzato notevolmente le cupole del Nord-Europa.                               |
| 1710        |          | 30,8 m                              | Cattedrale di San Paolo                   | Londra, Inghilterra, Regno Unito                    | Christopher Wren                      | Alta 111,50 metri è una doppia cupola sullo stile del Dôme des Invalides. Le due cupole sono giunte da un cono che parte dall'esterno di quella inferiore e arriva al centro di quella superiore attaccandosi nella lanterna. |
| 1728–1732   |          | 37,15 m lunghezza 24,80 m larghezza | Santuario di Vicoforte                    | Vicoforte, Piemonte, Italia                         | Casa Savoia                           | La più grande cupola ellittica del mondo. Architetto Francesco Gallo. |
| 1726-43     |          | 23,0 m                              | Frauenkirche                              | Dresda, Sassonia, Germania                          | Chiesa luterana                       | Alta 91 metri, distrutta durante la Seconda guerra mondiale, venne ricostruita nel 2005 |
| 1732        |          | 25,0 m                              | Basilica di Sant'Andrea                   | Mantova, Italia                                     | Ducato di Mantova                     | Alta 80 metri venne aggiunta al Tempio dell'Alberti da Filippo Juvarra nel 1732. |
| 1732        |          | 36,0 m                              | Abbazia di San Biagio nella Foresta Nera  | Sankt Blasien, Baden-Württemberg, Germania          | Pierre Michel d'Ixnard                | Quarta cupola più ampia in Europa, al momento della sua costruzione. |
| 1761        |          | 33,0 m                              | Basilica Reale di San Francesco il Grande | Madrid, Spagna                                      | Francisco Cabezas                     | Quinta cupola più ampia in Europa, al momento della sua costruzione. |
| 1812 e 1995 |          | 26,0 m                              | Cattedrale di Cristo Salvatore            | Mosca, Russia                                       | Russia zarista                        | Venne costruita una prima volta nel 1812, poi demolita dai Soviet nel 1931, la chiesa venne ricostruita a partire dal 1995. La cupola, con la sua altezza di 103 metri, è la più alta del Paese.                              |
| 1818        |          | 25,0 m                              | Cattedrale di Sant'Isacco                 | San Pietroburgo, Russia                             | Russia zarista                        | Presenta un'altezza di 101,50 metri. |
| 1850 circa  |          | 29,0 m                              | Campidoglio                               | Washington, Stati Uniti                             | Repubblica Federale degli Stati Uniti | |
| 1871        |          | 36,6 m                              | Rotonda di Mosta                          | Mosta, Malta                                        | Giorgio Grognet de Vassé              | [ 38 ] [ 39 ] |
| 1887        |          | 22,0 m                              | Basilica di San Gaudenzio                 | Novara, Italia                                      |                                       | Costruita dal celebre architetto Alessandro Antonelli misura un'altezza di 121 metri (con la statua 126 metri). |
| 1894        |          | 31,0 m                              | Marmorkirken                              | Copenaghen, Danimarca                               | Federico V di Danimarca               | Costruita 1749-1894 da tre diversi architetti. Tuttavia i lavori vennero arrestati nel 1770 e ripresi solo dal 1877. |
| 1894 e 1975 |          | 33,0 m                              | Duomo di Berlino                          | Berlino, Germania                                   | Impero prussiano                      | Eretta la prima volta nel 1894, venne ricostruita dopo la guerra. Raggiunge un'altezza di 98 metri. |
| 1903        |          | 27,0 m                              | Cattedrale di San Nicola della Marina     | Kronštadt, Russia                                   | Impero zarista                        | |
| 1904        |          | 15,24 m                             | Rhode Island State House                  | Providence, Rhode Island, United States             |                                       | La quarta cupola di marmo. |
| 1944        |          | 61,0 m                              | Bunker V-2 La Coupole                     | Wizernes, Francia                                   | Germania nazista                      | Cupola di cemento rinforzato, dello spessore di 5 m |
| 1952        |          | 27 m                                | Rotonda di Xeuchia                        | Xewkija, Gozo, Malta                                |                                       | L'architetto è Ġużè Damato. La cupola è alta 75 m. il peso è di 45.000 tonnellate. La circonferenza è di 85 m. |
| 1960        |          | 108,0 m                             | Araneta Coliseum                          | Quezon City, Filippine                              | J. Amado Araneta                      | Conosciuto anche come il Big Dome, ha aperto come il più grande luogo coperto del mondo nel 1960. |
| 1988        |          | 51,8 m                              | Moschea del Sultano Salahuddin Abdul Aziz | Shah Alam, Selangor, Malaysia                       |                                       | La più grande moschea malese, la seconda nel sud est asiatico. Conosciuta anche come la Moschea Blu. Può ospitare fino a 16.000 fedeli.                                                                                       |
| 2005        |          | 21,3 m                              | Long Island Green Dome                    | Baiting Hollow, New York                            | Kevin Michael Shea                    | |
| 2009        |          | ?                                   | Medgidia clinker storage facility         | Medgidia, Romania                                   |                                       | Il più grande impianto di stoccaggio di clinker del mondo. |